# Ritratto di uomo con turbante rosso
Il Ritratto di uomo con turbante rosso è un dipinto a olio su tavola (25,5x19 cm) di Jan van Eyck, datato 1433 e conservato nella National Gallery di Londra. Piuttosto diffusa è l'ipotesi che si tratti di un autoritratto ancorché nessuna prova sia possibile al riguardo. Tra gli argomenti più spesso citati a favore di questa ipotesi vi è la circostanza che sia nel ritratto dei coniugi Arnolfini che nella madonna del canonico Van der Paele, Van Eyck ha raffigurato il riflesso di se stesso (nel primo caso in uno specchio, nel secondo sulla superficie di uno scudo) con un copricapo rosso. Di qui l'ipotesi che il maestro prediligesse questo indumento e lo abbia indossato anche in occasione del proprio autoritratto.

## Storia
L'opera, di provenienza incerta, si trovava nelle collezioni dei discendenti di Thomas Howard, conte di Arundel, il quale l'aveva probabilmente acquistata durante il suo soggiorno ad Anversa tra il 1642 e il 1644. Nel 1851 venne acquistato dalla National Gallery. La cornice è originale e riporta la firma e la data: "JOHES DE EYCK ME FECIT ANO MCCCC.33. 21. OCTOBRIS". In alto si trova invece il famoso motto fiammingo "ALC IXH XAN" (Als Ich Can), cioè "(Faccio) come io posso" (non come voglio), con un probabile gioco di parole Ich/Eyck ("come Eyck può"). Le lettere, come in altre opere di Van Eyck, sono dipinte come se fossero incise nel legno.

## Descrizione e stile
L'opera è forse la più nota tra i ritratti a mezzo busto di Van Eyck, caratterizzati da una posa di tre quarti, uno sfondo neutro scuro e una profonda indagine fisionomica e psicologica. L'uomo è abbigliato con una veste sobria foderata di pelliccia, e con un vistoso turbante rosso (in realtà un chaperon, un particolare cappuccio allora in voga), che crea un complesso insieme di pieghe, sulla quale la luce incede rendendo con precisione la morbidezza della stoffa. Lo stesso copricapo si trova in altri ritratti di sua mano - come in quello di Giovanni Arnolfini - e così pure in una figuretta nello sfondo della Madonna del cancelliere Rolin.
La testa, come è tipico nello stile del maestro, è evidenziata tramite un leggero ingrandimento rispetto al torso ed è trattata con una pittura estremamente virtuosa, capace di sintetizzare gli elementi più importanti del soggetto. Grazie alle successive velature a olio, cioè a strati di colore traslucidi e trasparenti, la superficie pittorica è brillante e lucida, permettendo di definire la diversa consistenza delle superfici fin nei più minuti particolari. L'artista arriva così a intensificare anche gli aspetti più minuti della realtà: dalle vene e le rughe fino alla barba rasata che rispunta.
Lo sguardo è particolarmente penetrante, grazie agli occhi dipinti con particolare vividezza: minuscole vene sono state realizzate aggiungendo colore sul bagnato, in modo che sbiadissero sembrando sottopelle; puntini di bianco nelle pupille creano lumeggiature scintillanti. Il naso è rappresentato più di profilo di quanto non suggerisca la posizione degli occhi: si tratta di uno scaltro espediente per dare risalto a tale tratto distintivo, indispensabile per rievocare la somiglianza.

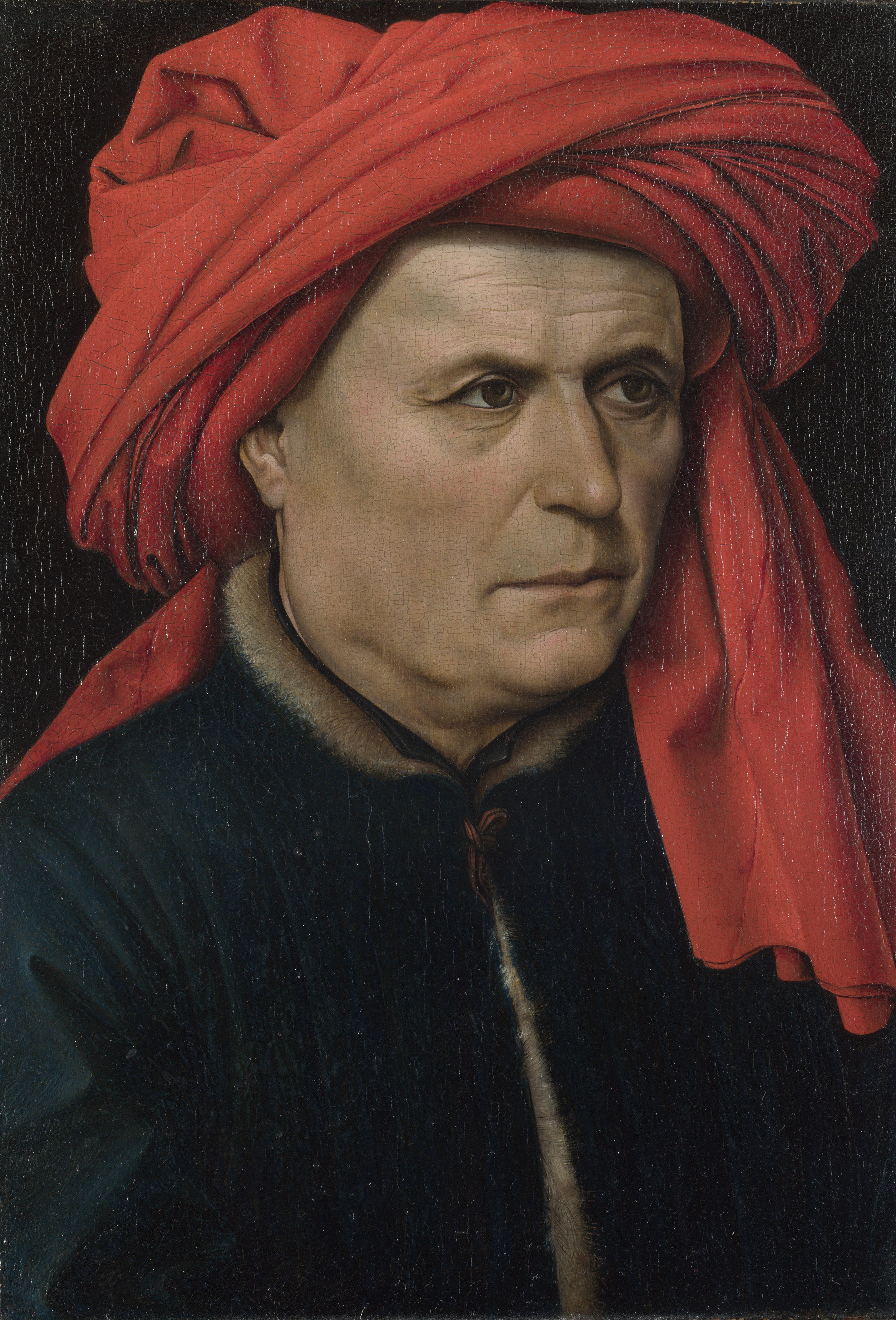
Robert Campin, Ritratto d'uomo, circa 1435, Londra, National Gallery

La cornice con l'iscrizione, originale, venne realizzata coi lati lunghi in blocco, scolpiti assieme alla tavola principale, mentre quelli brevi sono aggiunti a parte. Ciò facilitava la levigazione della superficie ed evitava che si dovesse cesellare margini precisi seguendo la grana del legno. Probabilmente, affinché non si sciupasse la delicata iscrizione, dipinto e cornice erano originariamente protetti da un contenitore o una fodera.
Forse non è casuale la realizzazione da parte di Robert Campin di un ritratto caratterizzato dallo stesso copricapo rosso. Vi è chi ipotizza che in tal modo Campin possa aver reso omaggio al più giovane Jan, ormai indiscutibile caposcuola della nuova pittura fiamminga.